# Ophiorrhiza crispa
Ophiorrhiza crispa är en måreväxtart som beskrevs av Carl Karl Adolf Georg Lauterbach. Ophiorrhiza crispa ingår i släktet Ophiorrhiza och familjen måreväxter.
Artens utbredningsområde är Papua Nya Guinea. Inga underarter finns listade i Catalogue of Life.